# Rubén Víctor Manuel Blanco
Rubén Víctor Manuel Blanco (Arrecifes, 21 de julio de 1916-15 de abril de 2005) fue un político argentino. Perteneció a la Unión Cívica Radical, partido por el que fue elegido senador nacional y diputado nacional por la provincia de Buenos Aires. Durante casi todo el autodenominado Proceso de Reorganización Nacional se desempeñó como Embajador argentino ante la Santa Sede.

## Biografía
Nació en Arrecifes, provincia de Buenos Aires. Desde joven había demostrado su simpatía política por la Unión Cívica Radical. Estudió Derecho en la Universidad de Buenos Aires, de donde egresó en 1942. Su primer cargo político fue como concejal en su ciudad natal. Luego fue elegido diputado provincial por la segunda sección electoral, entre 1951 y 1955. Es en medio del surgimiento del peronismo y su proscripción que toma partido por la corriente balbinista radical.
En 1957 es electo por primera vez Diputado Nacional, siendo reelecto en 1962, pero su mandato fue concluido por el golpe de Estado ese año contra Arturo Frondizi. Con el retorno de la democracia, con el presidente Arturo Umberto Illia, llega a la cámara alta del Congreso, siendo Senador Nacional por la provincia de Buenos Aires.
El Proceso de Reorganización Nacional designó en algunos cargos a dirigentes políticos de distintos partidos, en lugar de militares. En ese sentido, Jorge Rafael Videla lo envió como Embajador ante la Santa Sede. El 27 de septiembre de 1976, presentó sus cartas credenciales ante el Papa Pablo VI, quien le hizo saber su preocupación por el asesinato de sacerdotes y el obispo Enrique Angelelli durante los primeros meses de la dictadura. Posteriormente, el Pontífice exaltó a Videla durante un encuentro a solas con Blanco. Siendo embajador se iniciaron las gestiones para la mediación papal por el conflicto de las islas del canal de Beagle.
En junio de 1982, durante la visita a la Argentina del Papa Juan Pablo II, el gobierno de facto de Leopoldo Fortunato Galtieri lo designó «adjunto civil» del Pontífice.
Durante la presidencia de Raúl Alfonsín estuvo a cargo de la Escuela de Defensa Nacional de las Fuerzas Armadas, siendo el primer civil en ocupar tal cargo, con el objetivo de modificar la currícula y adaptarla a la reciente democracia argentina.